# Oudenaarde
Oudenaarde (franska: Audenarde) är en stad och kommun i provinsen Östflandern i regionen Flandern i Belgien. Kommunen har 32 482 invånare (per den 1 januari 2023).

## Historia

### Medeltiden
Oudenaarde grundades på den vänstra stranden av floden Schelde, som under lång tid utgjorde gränsen mellan Frankrike och det tysk-romerska riket. År 1030 lät greve Balduin IV av Flandern bygga ett slott på denna plats. Tornet i Oudenaarde (turris Aldenardensis) skulle fungera som en motsvarighet till den bosättning som den tyske kejsaren byggde på andra sidan floden vid Ename. På 1200-talet ersattes tornet av en större borg.
Greve Filip I av Flandern gav staden stadsrättigheter år 1150. Så småningom växte två stadsfästningar fram: Oudenaarde på den vänstra stranden och Pamele på den högra stranden av Schelde. Det var först 1558 som de två stadskärnorna slogs samman. Oudenaarde förlorade sina befästningar efter slaget vid Bouvines 1214 och intogs av Gent 1383.
Staden är också känd som födelseplats för Margareta av Parma. Kejsar Karl V fick ett barn i Oudenaarde med vävardottern Johanna van der Gheynst, vars dotter skulle styra Nederländerna som guvernör från 1559 till 1567.

### Modern historia
År 1555 abdikerade Karl V som herre över Nederländerna. Han efterträddes av sin son Filip II. Under hans regeringstid stod gobelängindustrin nästan stilla. På den tiden var det stadens viktigaste inkomstkälla, och 1556 fanns det mer än åtta tusen arbetslösa. I och med hertigen av Albas ankomst emigrerade många protestantiska invånare till norra Nederländerna. Staden ockuperades av nederländska rebeller 1577 tills Alessandro Farnese tog staden den 5 juli 1582, efter en belägring som började den 19 april, och annekterade den till de spanska Nederländerna.
År 1658 och 1667 invaderade fransmännen staden. År 1668 slöts freden i Aachen. I och med detta tillföll staden Frankrike. Hösten 1674 anfölls staden utan framgång av den spanska armén under tre dagar och återlämnades till Spanien genom freden i Nijmegen. Våren 1684 bombade fransmännen staden igen, en stor del av staden förvandlades till ruiner och det skulle ta flera år för Oudenaarde att övervinna detta slag. Fördraget i Rijswijk gav staden tillbaka till spanjorerna.
Den 11 juli 1708 ägde ett viktigt slag i det spanska tronföljdskriget rum i Oudenaarde och dess omgivningar. Under detta slag besegrade engelsmännen och holländarna den franska armén. Engelsmännen leddes i detta slag av hertigen av Marlborough, som också ledde trupperna från prins Eugen av Savojen och marskalk Hendrik van Nassau-Ouwerkerk. Fransmännen leddes av hertigen av Burgund. År 1714 blev det en del av de österrikiska Nederländerna.
Den 11 maj 1745 invaderade fransmännen Oudenaarde igen i slaget vid Fontenoy. Österrikarna, engelsmännen och holländarna led sedan nederlag mot fransmännen under ledning av Moritz av Sachsen.

### Nittonhundratalet
Under första världskriget skadades bland annat kyrkan Sint-Walburgakerk svårt under slaget vid Schelde den 1 november 1918. Dessutom förstördes kyrkorna i Bevere, Eine och Heurne i detta slag. Efter att de allierade omgrupperat i november 1918 attackerades Oudenaarde av tyskarna med giftgas. De orsakade många civila dödsoffer.
Under andra världskriget attackerades Oudenaarde igen. Skadorna var begränsade vid den tidpunkten. Det dröjde dock till 1949 innan skadorna var helt reparerade.
Fram till 1800-talet var staden omgiven av murar.
Under 1900-talet styckades stadskärnan upp. Några gamla gavelhus revs på stadens torg. På så sätt skapades den breda passagen till marknaden. Det var först 2006 som "marknadsgapet" stängdes igen.
Tidigare slingrade sig en sidogren av Schelde genom stadskärnan. Den tystnade dock till stor del på 1950-talet. Rester av den kan fortfarande ses bakom stadsbiblioteket och i stadsparken.

## Kultur och sevärdheter

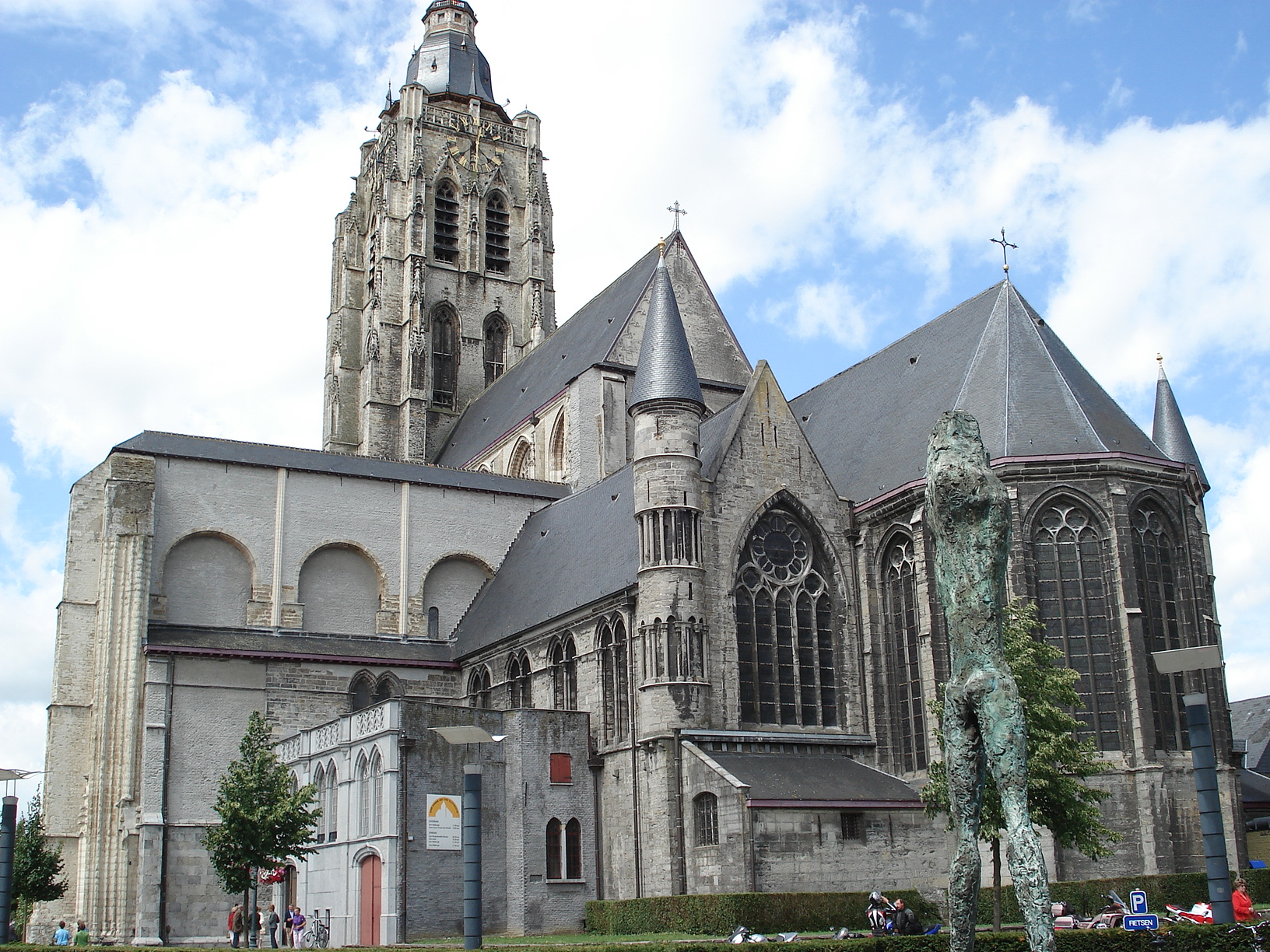
Sint-Walburgakerk

Oudenaarde kallas ibland för "de flamländska Ardennernas juvel". Staden har ett imponerande rådhus i sengotiska stil, byggt av arkitekten Hendrik van Pede mellan 1527 och 1530.
Stadsbilden i Oudenaarde domineras av det 90 meter höga tornet på kyrkan Sint-Walburgakerk, som byggdes i början av 1600-talet. Kyrkan Onze-Lieve-Vrouwekerk i stadsdelen Pamele är ett typiskt exempel på flamländsk gotik. Den pittoreska begingården i Oudenaarde har sin egen barockkyrka och sitt eget kapell.
Eftersom Oudenaarde ligger vid Schelde har staden fyra broar, bland annat en vindbro nära centrum, en cykel- och gångbro och Ohiobron i Nederename, som byggdes av delstaten Ohio för att ersätta den ursprungliga bron som förstördes under andra världskriget. Två statyer av bisonoxar står på vardera sidan av bron.
Andra krigsmonument är en minnespelare för kanadensiska infanterisoldater som korsade Schelde under första världskriget och Tacambaro-monumentet på torget med samma namn, uppfört till minne av flera invånare som dog i det mexikanska frihetskriget och består av en liggande kvinna som blickar mot Mexiko.
Målaren Adriaen Brouwer föddes i Oudenaarde, och Oudenaardes årliga ölfestival är uppkallad efter honom.
Oudenaarde är också känt för sitt mörka öl och för Flandern runt. Staden har ett cykelmuseum.

## Bildgalleri

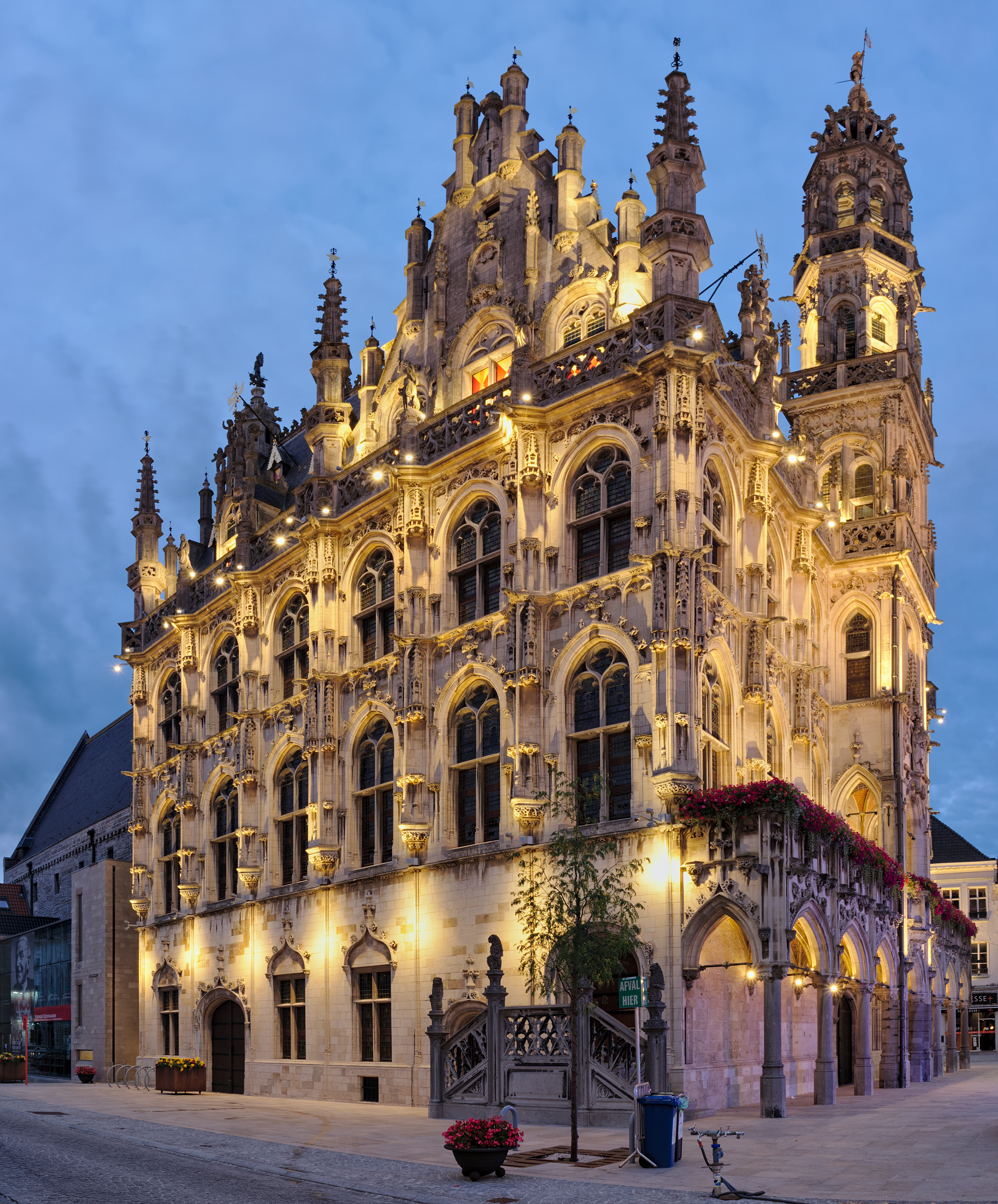
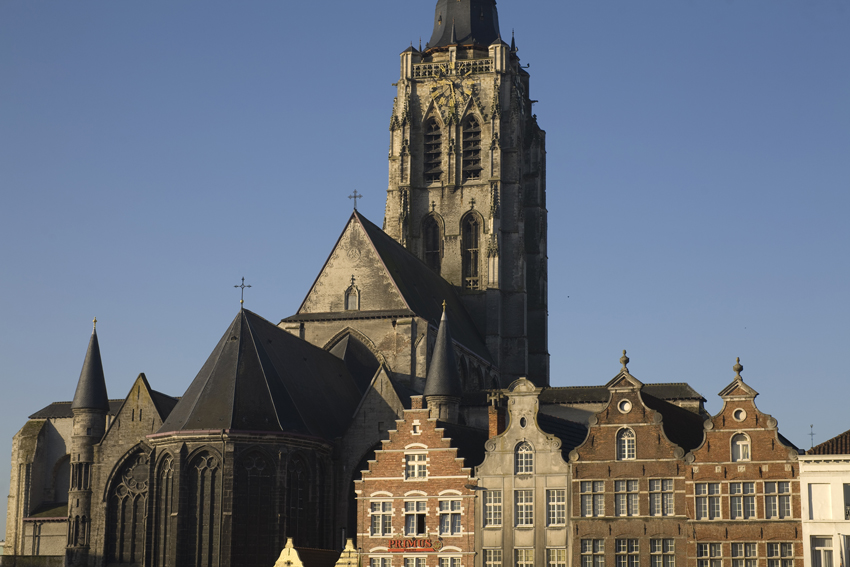
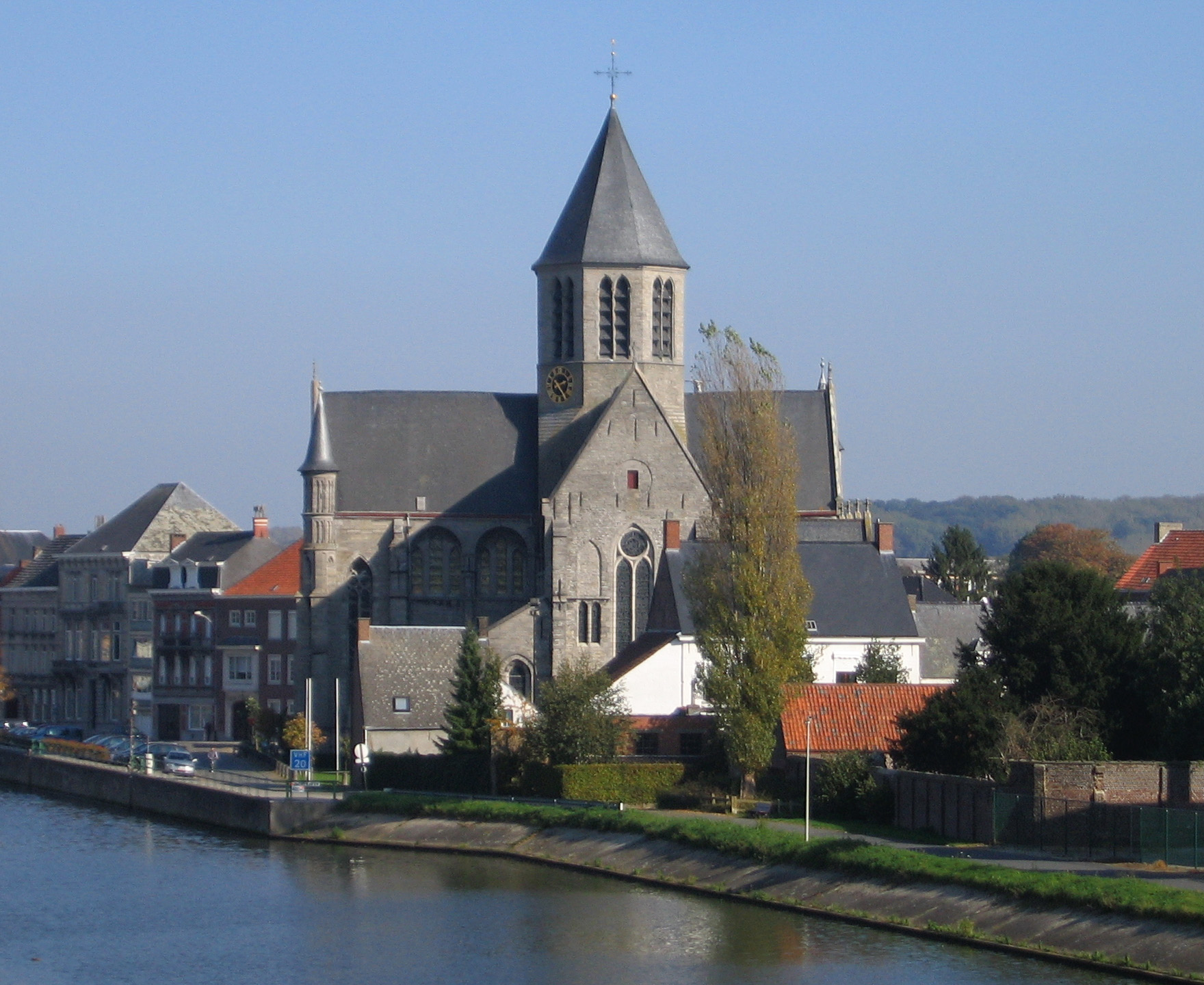
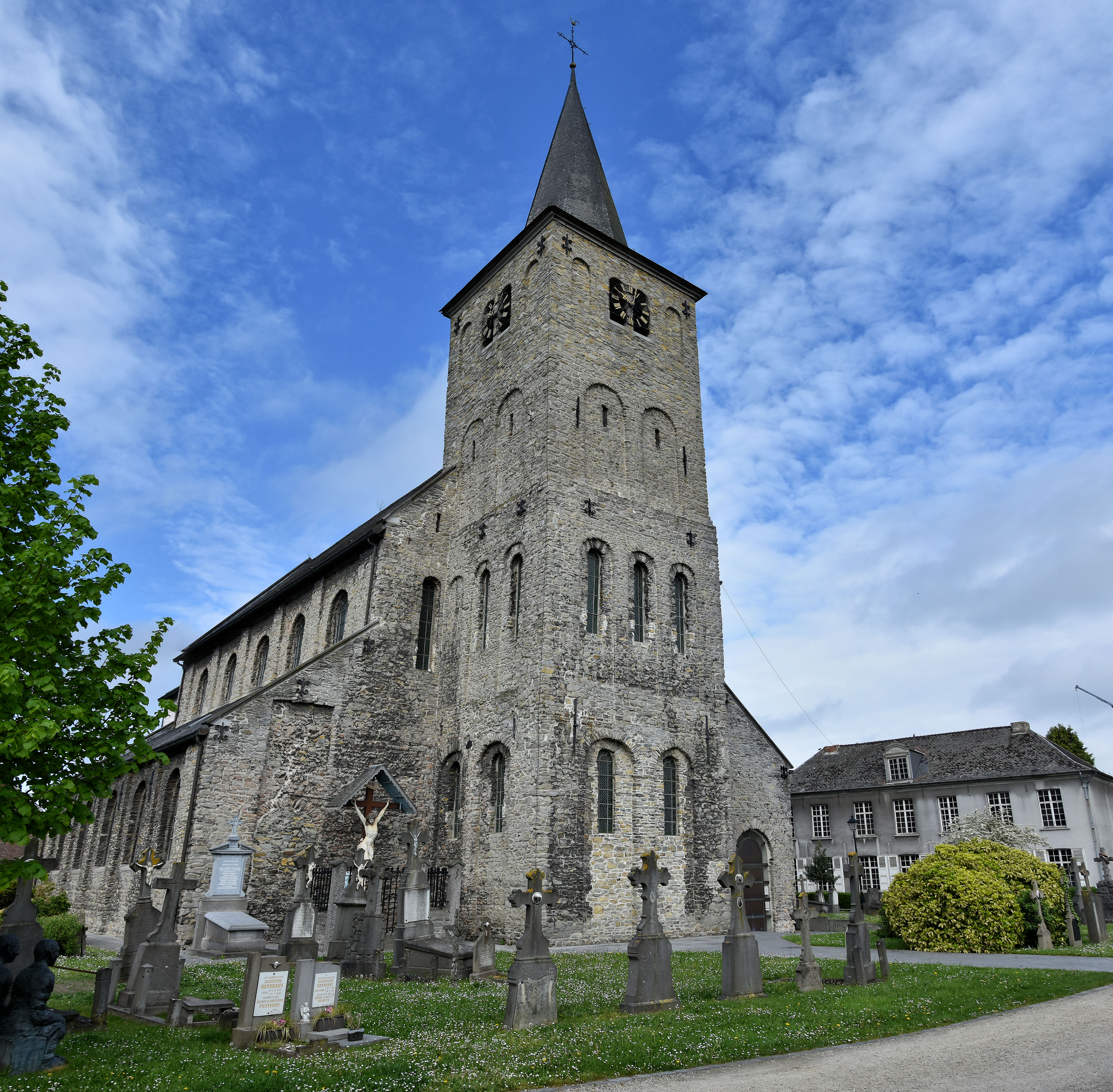
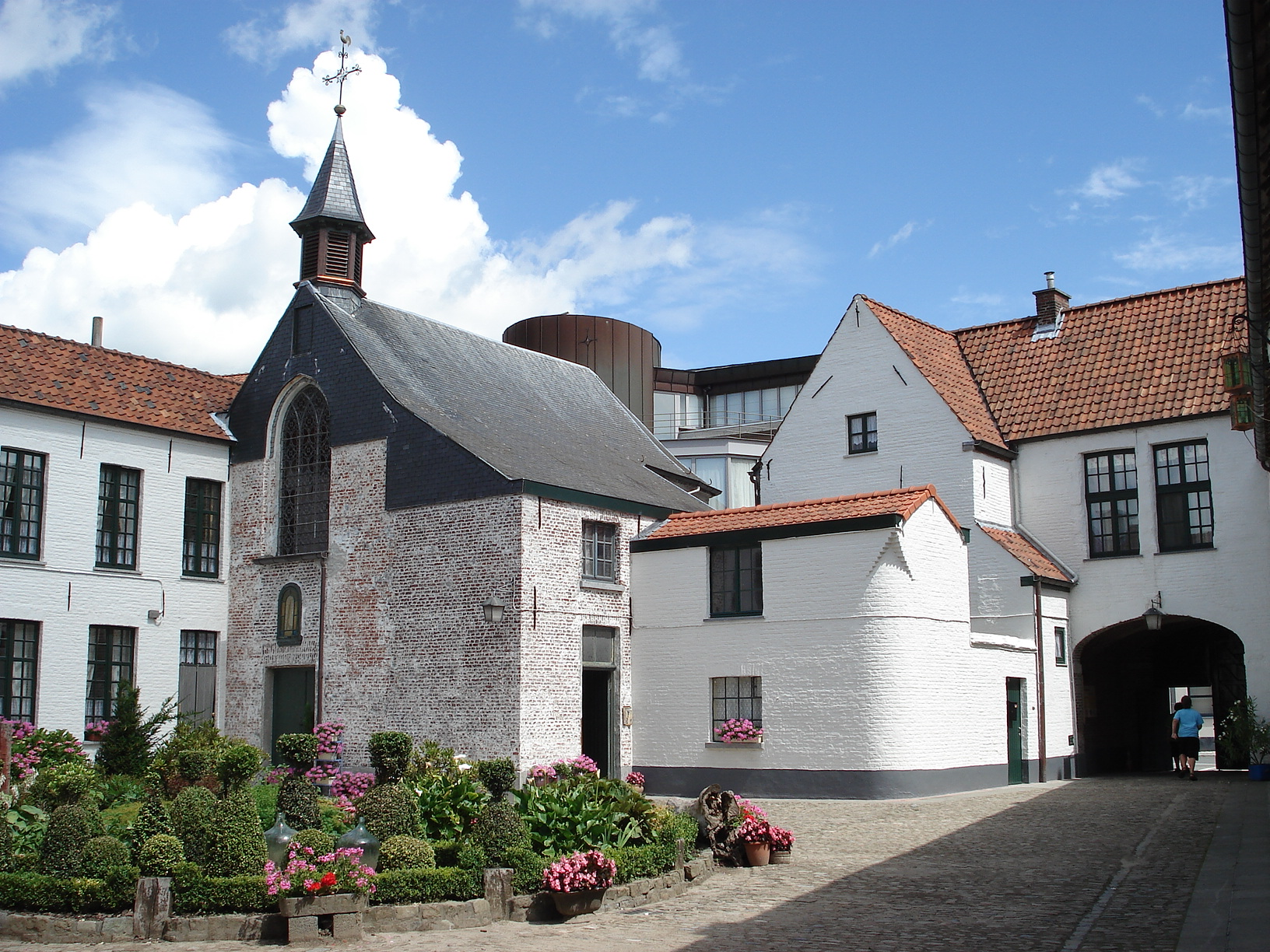